# A State of Trance 2005
A State of Trance 2005 je kompilace trancové hudby od různých autorů, kterou poskládal a zamixoval nizozemský DJ Armin van Buuren. Kompilace vyšla na dvou CD v Nizozemsku 12. března 2005 a ve Spojených státech amerických 5. dubna 2005. Americká verze neobsahuje některé skladby. Kompilace se skládá z vybraných skladeb, které do té doby hrál Armin ve své rádiové show A State of Trance.

## Seznam skladeb
- CD1 – Light

1. Interstate – I Found You
2. Hidden Logic presents Luminary – Wasting
3. Markus Schulz – First Time
4. Max Graham featuring Jessica Jacobs – I Know You're Gone
5. Mike Foyle presents Statica – Space Guitar
6. Ava Mea – In the End
7. Elevation – Ocean Rain
8. Locust – Aerospace (Probspot Remix)
9. Armin van Buuren – Shivers
10. EnMass – Beyond Horizon
11. Kyau vs. Albert – Falling Anywhere (Rework)
12. Fragile featuring Alex Lemon – Inertia (Armin van Buuren Remix)
13. Sophie Sugar – Call of Tomorrow (John O'Callaghan Remix)
14. Marcos – Cosmic Strings **
15. John Askew – Mood Swing **

- CD2 – Dark

1. Peter Martin presents Anthanasia – Simply Blue
2. Nu Frequency – 808
3. Andy Moor – Halcyon
4. Ahmet Ertenu – Why (Derek Howell Mix)
5. O. Lieb vs. DJ Preach – Papel (Preach Remix)
6. Remy – Crackdown
7. Gabriel & Dresden – Arcadia
8. Tilt – Twelve (Max Graham Remix)
9. Matthew Dekay – Deep Show
10. Recluse – Emotional Void
11. Adam White featuring Martin Grech – Ballerina
12. Blank & Jones – Perfect Silence (E-Craig 212 Vocal Mix)
13. Kyau vs. Albert – Made of Sun (KvA Hard Dub – AVB Edit)
14. M.I.K.E. – Massive Motion **
15. Eye Wall – Bad Deal **
16. Hammer & Bennett – Language (Santiago Nino Dub Tech Mix) **
17. Liquid Overdose – Ancient Space (Fred Baker Remix) **

** Skladby nejsou k dispozici v americké verzi.